# Skutelniken
Skutelniken (Schreibweise bei Heinrich Berghaus: Skutel'niken) bezeichnete in der bessarabischen Ständeordnung zur Zeit der Zugehörigkeit zu Russland im 19. Jahrhundert freie bischöfliche und Klosterbauern. In der Ständeordnung befanden sie sich über den Zaranen und unter den Bashenaren. 